# MF3作戦
MF3作戦は、第二次世界大戦中にイギリス軍が実行したマルタへの補給作戦の一つ。マルタへの補給物資を積んだ4隻の船エイジャックス (Ajax) 、Thermophlae、Clan Ferguson、シティ･オブ･カルカッタ (City of Calcutta) が、2隻ずつMW8A船団とMW8B船団の二つに分かれて1942年1月16日に艦隊の護衛の下アレクサンドリアから出発し、マルタへ向かった。4隻中1隻が失われたが、約3万トンの物資がマルタに届いた。
船団の護衛はMA8A船団が軽巡洋艦カーライル、駆逐艦アロー、グリフィン、ヘイスティ、ヒーロー、MA9B船団が駆逐艦グルカ、マオリ、リージョン、イサーク・スウェールズであった。このほかにアレクサンドリアから軽巡洋艦ナイアド、ダイドー、ユーライアラス、駆逐艦ケルヴィン、キプリング、ハヴォック、フォックスハウンド、ホットスパーからなるB部隊がアレクサンドリアから、軽巡洋艦ペネロピ、駆逐艦シーク、ズールー、ランス、ライヴリー、ジャガーからなるK部隊が出撃した。
二つの船団とB部隊は1月18日に合流した。同日、護衛をK部隊と交代し護衛部隊はアレクサンドリアへ戻った。ただし、護衛が交代する際にリージョンとマオリがK部隊に加わり、ジャガーがK部隊から抜けた。船団は1月19日にマルタに到着した。
作戦中の損害は、ドイツ潜水艦U133によって撃沈された駆逐艦グルカと、エンジントラブルのためアレクサンドリアへ引き返す途中にドイツ機によって沈められたThermophlaeであった。